# 1958-as magyar birkózóbajnokság
Az 1958-as magyar birkózóbajnokság az ötvenegyedik magyar bajnokság volt. A kötöttfogású bajnokságot június 14. és 15. között, a szabadfogású bajnokságot pedig december 6-án rendezték meg, mindkettőt Budapesten, a Nemzeti Sportcsarnokban.

## Eredmények

### Férfi kötöttfogás
| Versenyszám  | Arany                                    | Arany | Ezüst                         | Ezüst | Bronz                               | Bronz |
| ------------ | ---------------------------------------- | ----- | ----------------------------- | ----- | ----------------------------------- | ----- |
| Lepkesúly    | Kereszturi János Szegedi EAC             |       | Kiss Gábor Ganz TE            |       | Fábián Pál Ceglédi VSE              |       |
| Légsúly      | Kerekes Sándor Bp. Honvéd                |       | Benkő Gyula Szegedi EAC       |       | Tálas József Dunakeszi Magyarság SE |       |
| Pehelysúly   | Viczek József Diósgyőri VTK              |       | Falusi János Vasas SC         |       | Gutman József Diósgyőri VTK         |       |
| Könnyűsúly   | Polyák Imre Újpesti Dózsa                |       | Polyák István BVSC            |       | Hoffmann Géza Bp. Honvéd            |       |
| Váltósúly    | Tarr Gyula BVSCZsibrita János Bp. Honvéd |       | –                             |       | Kassai Mihály Csepel SC             |       |
| Középsúly    | Székely Pál BVSC                         |       | Szilvásy Miklós Újpesti Dózsa |       | Budai Lajos Diósgyőri VTK           |       |
| Félnehézsúly | Gurics György Bp. Honvéd                 |       | Piti Péter Vasas SC           |       | Kovács János Debreceni VSC          |       |
| Nehézsúly    | Reznák János Ceglédi VSE                 |       | Fülöp Ferenc BVSC             |       | Gáspár Ferenc Ferencvárosi TC       |       |

Megjegyzés: Váltósúlyban az első három helyezett között holtverseny alakult ki, köztük a mérlegelés döntött. Tarr Gyula és Zsibrita János esetében ez is azonos volt, ezért két bajnokot avattak.

### Férfi szabadfogás
| Versenyszám  | Arany                     | Arany | Ezüst                         | Ezüst | Bronz                           | Bronz |
| ------------ | ------------------------- | ----- | ----------------------------- | ----- | ------------------------------- | ----- |
| Lepkesúly    | Páger Antal Bp. Honvéd    |       | Kereszturi János Szegedi EAC  |       | Frei László Bp. Honvéd          |       |
| Légsúly      | Kerekes Sándor Bp. Honvéd |       | Kunszt Lajos Vasas SC         |       | Potyondi András Ferencvárosi TC |       |
| Pehelysúly   | Fuszek Ferenc Bp. Honvéd  |       | Viczek József Diósgyőri VTK   |       | Gutman József Diósgyőri VTK     |       |
| Könnyűsúly   | Hoffmann Géza Bp. Honvéd  |       | Várnagy Zoltán Vasas SC       |       | Tóth Lajos Csepel SC            |       |
| Váltósúly    | Tóth Gyula Bp. Honvéd     |       | Radics Lajos Ferencvárosi TC  |       | Vatai László Kalocsai Kinizsi   |       |
| Középsúly    | Hollósi Géza Bp. Honvéd   |       | Klár Mihály Bp. Honvéd        |       | Radics Miklós Ferencvárosi TC   |       |
| Félnehézsúly | Gurics György Bp. Honvéd  |       | Kiss Barbabás Ferencvárosi TC |       | Kovács János Debreceni VSC      |       |
| Nehézsúly    | Reznák János Ceglédi VSE  |       | Vigh Imre Ferencvárosi TC     |       | Vászin Péter Debreceni VSC      |       |